# Абдурахман-паша Тетовский
Абдурахман паша Тетовский (алб. Abdurrahman Pasha Kalkandelen, тур. Kalkandelen'li Abdurrahman Paşa) - полусамостоятельный албанский владетель в Османской Македонии, управляющий Тетовским пашалыком в первой половине XIX века.

## Биография
Сын владетеля Реджепа-паши Тетовского от христианки Миляны, сестры воеводы Михаила. Вместе с отцом обновил тетовское Арабати Баба теке, помогал в восстановлении Лешокского монастыря Святого Афанасия. Также Абдурахман построил Тетовское кале - городскую цитадель. При правлении Абдурахмана к Тетовскому пашалыку было присоединено Кичево.
В 1843 году три брата Абдурахман-паша Тетовский, Хавзи-паша Скопский и Хусейн-паша Кюстендильский были вызваны в Стамбул и убиты, что привело к значительному албанскому восстанию под руководством Дервиша Цары.